# 마테우스 쿠냐
마테우스 산투스 카르네이루 다 쿠냐(포르투갈어: Matheus Santos Carneiro da Cunha, 1999년 5월 27일 ~ )는 브라질의 축구 선수로 현재 잉글랜드 프리미어리그의 맨체스터 유나이티드에서 공격수로 뛰고 있다.

## 클럽 경력
쿠냐는 2017년에 코리치바에서 FC 시옹으로 이적하였다. 그는 첫 시즌을 리그 10골로 마쳤다. 2018년 6월 24일에, 쿠냐는 5년 계약 기간으로 분데스리가 축구 클럽 RB 라이프치히에 입단했다.
2020년 1월 31일에, 헤르타 BSC는 마테우스 쿠냐와의 4년 계약을 발표했다.

## 국가대표팀 경력
브라질 23세 이하 대표팀 소속으로, 쿠냐는 2019년 툴롱 대회와 2020년 CONMEBOL 올림픽 남자 축구 예선에서 득점왕에 올랐으며, 전자 대회에서는 우승을 차지하고 후자 대회는 준우승으로 마무리하였다. 2021년 6월 17일에, 그는 2020년 하계 올림픽 명단에 이름이 올려졌다. 7월 28일에, 쿠냐는 사우디아라비아를 3-1로 이긴 조별 예선 경기에서 U-23 소속으로 자신의 19번째 골을 넣으며, 호나우지뉴의 U-23 대표팀 최다 득점자 기록을 갈아치웠다.
2020년 9월에, 쿠냐는 2020년 10월 9일과 13일에 열리는 볼리비아 그리고 페루와의 2022년 FIFA 월드컵 남미 지역 예선에 출전하는 브라질 성인 대표팀에 소집되었다.
2021년 8월 7일에, 그는 도쿄 올림픽에서 브라질 대표팀 소속으로 금메달을 획득했다.

## 경력 통계

### 클럽
2021년 5월 9일  기준
| 클럽          | 시즌      | 리그            | 리그 | 리그 | 컵   | 컵 | 대륙 | 대륙 | 합계 | 합계 |
| 클럽          | 시즌      | 리그            | 출장 | 골   | 출장 | 골 | 출장 | 골   | 출장 | 골   |
| ------------- | --------- | --------------- | ---- | ---- | ---- | -- | ---- | ---- | ---- | ---- |
| 시옹          | 2017–18   | 스위스 슈퍼리그 | 29   | 10   | 1    | 0  | 2    | 0    | 32   | 10   |
| 시옹          | 합계      | 합계            | 29   | 10   | 1    | 0  | 2    | 0    | 32   | 10   |
| RB 라이프치히 | 2018–19   | 분데스리가      | 25   | 2    | 2    | 1  | 12   | 6    | 39   | 9    |
| RB 라이프치히 | 2019–20   | 분데스리가      | 10   | 0    | 1    | 0  | 2    | 0    | 13   | 0    |
| RB 라이프치히 | 합계      | 합계            | 35   | 2    | 3    | 1  | 14   | 6    | 52   | 9    |
| 헤르타 BSC    | 2019–20   | 분데스리가      | 11   | 5    | 0    | 0  | —    | —    | 11   | 5    |
| 헤르타 BSC    | 2020–21   | 분데스리가      | 27   | 7    | 1    | 1  | —    | —    | 28   | 8    |
| 헤르타 BSC    | 합계      | 합계            | 38   | 12   | 1    | 1  | 0    | 0    | 39   | 13   |
| 경력 합계     | 경력 합계 | 경력 합계       | 102  | 24   | 5    | 2  | 16   | 6    | 123  | 32   |

1. 1 2  UEFA 유로파리그 출전
2. ↑  UEFA 챔피언스리그 출전

## 수상

### 국가대표팀
브라질 U23
- 올림픽: 2020
- 툴롱 대회: 2019[9]

### 개인상
- 툴롱 대회 득점왕: 2019[10]